# 荒橋村
荒橋村（あらはしむら）は、かつて新潟県北蒲原郡にあった村。

## 沿革
- 1889年（明治22年）4月1日 - 町村制施行に伴い北蒲原郡荒町村、二枚橋村、藤掛新田、小坂村、赤橋村、大伝新田、戸板沢田新田、二ツ堂村、竹ケ花村、切梅村、太斎新田が合併し、荒橋村が発足。
- 1901年（明治34年）11月1日 - 北蒲原郡中浦村、天王村と合併し、中浦村を新設して消滅。